# 中野シズカ
中野シズカ（なかの シズカ）は、日本の漫画家。東京都出身。武蔵野美術大学映像学科卒業。

## 経歴
2000年、「ワオンアパート」で第3回アックスマンガ新人賞（青林工藝舎） 林静一賞受賞してデビュー。
2006年、フランスのアングレーム国際漫画祭に、フランス語版出版元imho社の招待で参加。

## 単行本
- 『刺星 shisei』青林工藝舎 2004年7月 ISBN 978-4883791606
- 『オートバイ』青林工藝舎 2006年5月 絵本 ISBN 978-4883792146
- 『星匠 ほしじょう』青林工藝舎 2010年6月 ISBN 978-4883793174
- 『モリミテ』青林工藝舎 2014年3月 ISBN 978-4883793952
- 『にわにはににん』KADOKAWA/「コミックビーム」 (2018/9/12) ISBN 978-4047353183
- 『てだれもんら』既刊2巻 KADOKAWA/「コミックビーム（2019年9月）」

海外発刊	 	
- 『刺星』韓国語版（anibooks publisher）2006年
- 『刺星』フランス語版（imho）2006年
- 『星匠』フランス語版（imho）2012年

## 雑誌特集
- アックス VOL.40 特集:中野シズカ（青林工藝舎 2004年8月) ISBN 978-4883791668
- アックス VOL.97 特集:中野シズカ（青林工藝舎 2014年2月) ISBN 978-4883793969

## サイン会
- 2006年　
  - フランス（パリ・ポワティエ・アングレーム）
  - リブロ池袋パルコ店
- 2010年　
  - 吉祥寺ブックスルーエ